# الكويت–كارتوتشو
كان فريق الكويت–كارتوتشو (بالإنجليزية: Kuwait–Cartucho.es) فريق كويتي لسباقات الدراجات على الطرق في الاتحاد الدولي للدراجات، وكان قد شارك في البطولة فقط لموسم 2017. في نوفمبر 2016، أعلن الفريق عن التعاقد مع ديفيد ريبيلين وستيفان شوماخر - وكلاهما قضيا فترة حظر بسبب تعاطي المنشطات.

## الانتصارات
2017
المرحلة الأولى لو تور دي فلبيناس، فرناندو جريجالبا
المرحلتان الرابعة والثامنة من طواف الكاميرون صلاح الدين المروني
المرحلة السادسة طواف المغرب صلاح الدين المروني
الجولة الدولية الشاملة في طواف لجين، دافيدي ريبلين
المرحلة 1، ديفيد ريبيلين
المرحلة الخامسة من جولة إيران (أذربيجان)، ديفيد ريبيلين

## قائمة الفريق
آخر تحديث 31 ديسمبر 2017..
|                                      | الدراج                               | تاريخ الولادة  |
| ------------------------------------ | ------------------------------------ | -------------- |
| عبد الهادي العجمي (الكويت)           | عبد الهادي العجمي (الكويت)           | 2 مايو 1995    |
| حمد الخطاب (الكويت)                  | حمد الخطاب (الكويت)                  | 10 فبراير 1992 |
| خالد الخليفة (الكويت)                | خالد الخليفة (الكويت)                | 23 أبريل 1995  |
| سلمان الصفار (الكويت)                | سلمان الصفار (الكويت)                | 26 يناير 1989  |
| أويت غيبريمدهين أنديميسكيل (إريتريا) | أويت غيبريمدهين أنديميسكيل (إريتريا) | 5 فبراير 1992  |
| مات بويز (أستراليا)                  | مات بويز (أستراليا)                  | 13 نوفمبر 1989 |
| أكسل كوستا (إسبانيا)                 | أكسل كوستا (إسبانيا)                 | 10 أكتوبر 1994 |
| فيرناندو غريجالبا (إسبانيا)          | فيرناندو غريجالبا (إسبانيا)          | 14 يناير 1991  |
| خوسيه مانويل غوتييريز (إسبانيا)      | خوسيه مانويل غوتييريز (إسبانيا)      | 4 مايو 1988    |

|                            | الدراج                     | تاريخ الولادة  |
| -------------------------- | -------------------------- | -------------- |
| سونغيزو جيم (جنوب إفريقيا) | سونغيزو جيم (جنوب إفريقيا) | 17 سبتمبر 1990 |
| أندرياس كويزر (ألمانيا)    | أندرياس كويزر (ألمانيا)    | 14 أبريل 1974  |
| علي مسلم (الكويت)          | علي مسلم (الكويت)          | 1 نوفمبر 1994  |
| صلاح الدين مراوني (المغرب) | صلاح الدين مراوني (المغرب) | 28 ديسمبر 1992 |
| ديفيد ريبلين (إيطاليا)     | ديفيد ريبلين (إيطاليا)     | 9 أغسطس 1971   |
| ستيفان شوماخر (ألمانيا)    | ستيفان شوماخر (ألمانيا)    | 21 يوليو 1981  |
| بيورن ثوراو (ألمانيا)      | بيورن ثوراو (ألمانيا)      | 23 يوليو 1988  |
| إدوين توريس (فنزويلا)      | إدوين توريس (فنزويلا)      | 14 فبراير 1997 |